# Лопи (остров)
Остров Лопи (англ. Lopy Island) — необитаемый остров в группе Крысьих островов в составе Алеутских островов. Расположен к северо-западу от острова Давыдова. Предполагается, что остров Давыдова и два лежащих рядом мелких острова (Лопи и Пирамида) являются остатками кальдеры древнего вулкана.